# Fanny a Alexandr
Fanny a Alexandr (Fanny och Alexander) je švédský film režiséra Ingmara Bergmana, který též sám napsal scénář, z roku 1982. Původně mělo jít o čtyřdílnou televizní sérii, trvající celkem 312 minut, z níž byl sestříhán pro pozdější uvedení 178minutový film. Filmová verze však nakonec byla uvedena dříve. Fanny a Alexandr je zároveň i kniha, kterou Bergman napsal podle svého scénáře.
Bergman prohlásil film za své poslední dílo, přestože v následujících letech napsal ještě několik scénářů a režíroval řadu televizních projektů.
Film zachycuje výkony mnoha hvězd z dřívějších Bergmanových filmů i množství významných filmových i divadelních herců tehdejšího Švédska. Chybí v něm však dvě hlavní Bergmanovy hvězdy - Liv Ullmannová a Max von Sydow, které chtěl původně obsadit do hlavních rolí Emilie a biskupa Vergeruse. Liv Ullmann však již byla smluvně vázána k jiným projektům a Max von Sydow neobdržel Bergmanovu nabídku včas - zřejmě vinou svého amerického agenta.
Proto Bergman obsadil hlavní role svým novým objevem, herečkou Ewou Fröling, a Janem Malmsjö, který byl tehdy ve Švédsku populární především jako velmi nadaný zpěvák a tanečník, ale který také ztvárnil mnoho charakterních rolí v divadle i televizi.
Bertil Guve, který ve filmu podal velmi ceněný herecký výkon jako chlapec Alexandr, se už po filmu (s jednou drobnou výjimkou) k herectví nevrátil a místo toho dosáhl doktorátu v oboru průmyslového managmentu. Pernilla Wallgren (později známá jako Pernilla August), která také podala skvělý výkon v roli chůvy, však filmem započala svou hvězdnou kariéru (později hrála např. matku Anakina Skywalkera ve Star Wars: Epizoda I – Skrytá hrozba).
V roce 1986 natočil Bergman téměř dvouhodinový Dokument o Fanny a Alexandrovi (Dokument Fanny och Alexander).

## Příběh
Příběh je velkou rodinnou freskou, která se odehrává v letech 1907 - 1909 (s epilogem v roce 1910) ve městě, které by mohlo být švédskou Uppsalou - v níž byly natáčeny některé exteriéry a která vágně souvisí s příběhem, ale v podstatě jde o město imaginární.
Hlavními postavami jsou chlapec Alexandr, jeho sestra Fanny a jejich rozvětvená zámožná rodina - Ekhdalovi. Rodiče obou dětí, Oskar a Emilie, jsou aktivními členy místního divadelního souboru, mají krásný vztah a rozsáhlé příbuzenstvo, plné originálních a zajímavých, byť někdy lehce "potrhlých" lidí. Zvláště strýček Gustav Adolf si dovede užívat života a (podobně jako kdysi Alexandrův dědeček) vyhledává i nezávazná erotická dobrodružství, např. u babiččiny služky, což však v rodině i u Adolfovy ženy budí jenom pobavení. Nejmladší strýc Karel nevychází s profesorským platem a své frustrace si vylévá na své ženě, jež ho přesto velmi miluje. Otec Oskar Ekhdal, ředitel divadla, je pak poněkud suchý patron, což kontrastuje s energií matky, herečky Emílie. Symbolická široká náruč této rodiny je však pro děti bezpečným zázemím, v němž zažívají šťastné i romantické chvíle, tradiční švédské Vánoce, i mystické až vizionářské okamžiky, typické pro švédskou mentalitu i dětské vidění světa. Bergman zde zpracovává i svou iniciační vzpomínku na první setkání s Laternou Magikou.
Pestrý život dětí, znázorňovaný "podmanivou hrou barevně laděných obrazů", je náhle přerván otcovou nečekanou smrtí (mozková mrtvice). Alexander si ještě neuvědomuje kvality svého otce a jeho boj se smrtí ho dokonce vyděsí tak, že od něj uteče.
Jejich matka, Emilie, však neumí žít sama a brzy přijímá nabídku k sňatku od pohledného vdovce, místního protestantského biskupa Vergéruse, který se tváří jako milosrdný a láskyplný muž. Ve své zamilovanosti přistupuje i na jeho výzvy, přetrhává rodinné vazby a stěhuje se i s dětmi do biskupství, chladné a téměř nezařízené budovy, připomínající vězení, jímž se pro Alexandra skutečně stane.
Biskup Vergérus totiž brzo odkrývá svou masku a ukazuje se jako despotický člověk, nutící Emilii i obě děti ke zcela absolutní podřízenosti a dodržování asketických pravidel, které mu v jeho domě pomáhají nemilosrdně prosazovat jeho matka a pomatená sestra, stejně jako služky, které mají za úkol děti špehovat a hlásit vše, o čem si povídají.
Alexandr velmi brzo prohlédne a stejně jako jeho sestra začne Vergéruse nenávidět. Vergérus se snaží Alexandrův odpor zlomit všemi prostředky. Když Alexandr vylíčí služce své vidění, ve kterém se biskupova první žena i se dvěma dcerami utopily v ledové vodě poté, co je Vergérus pět dnů mučil hladem a žízní, vyvolá bouřlivou reakci (což však bylo do jisté míry i jeho motivem).
Vergérus udělí chlapci bití klackem a zavře ho na noc bez pokrývky do chladné místnosti. To už Emílie nevydrží a za pomoci židovského obchodníka se starožitnostmi Izáka Jacobiho (bývalého milence babičky Heleny, přes něhož ji její rodina kontaktuje a vyzývá k odchodu) jsou děti takřka divadelním trikem uneseny z domu k Ekhdalovým. Situace Emílie je zlá. Nemůže se rozvést, protože podle tehdejších zákonů by děti připadly otčímovi a navíc čeká s Vergérem dítě. Nakonec však dává biskupovi prášky na spaní a prchá za svými dětmi.
Pak ovšem dojde k události, kterou si Alexandr nedovede vyložit jinak, než že si Jacobiho bláznivý synovec Izmael přečetl v jeho mysli touhu po biskupově smrti a jakýmsi kouzlem způsobil, že si na sebe biskupova sestra převrhla hořící petrolejku. V planoucích šatech pak vběhla do Vergérova pokoje a po následném požáru oba za strašných bolestí podlehli popáleninám.
V závěrečném epilogu se setkáváme se znovuobnovenou Ekhdalovic rodinou, kterou vidíme na křtu dvou nových dětí: jednak Emílie a jednak služky a milenky Gustava Adolfa, kterou tímto rodina oficiálně přijímá mezi sebe. Během slavnosti se však Alexandr setkává i s duchem biskupa Vergéra, což znamená, že se ho zřejmě nikdy nezbaví docela.

## Ocenění

### César1983
- Nejlepší film roku[4]

### Benátský filmový festival1983
Cena FIPRESCI

### Britská Akademie(BAFTA) 1983
- Nejlepší cizojazyčný film - Ingmar Bergman (režie), Jorn Donner (produkce)
- Nejlepší kostýmy - Marik Vos-Lundh
- Nejlepší kamera - Sven Nykvist[5]

### Zlatý Glóbus1984
- Nejlepší cizojazyčný film[4]

### Guldbagge 1984
(švédská filmová cena)
- Nejlepší film roku
- Nejlepší režisér roku[4]

### Americká Akademie (Oscar)1984
- Nejlepší cizojazyčný film
- Nejlepší kamera - Sven Nykvist
- Nejlepší výprava - Anna Asp, Susanne Lingheim
- Nejlepší kostýmy - Marik Vos-Lundh

### Nominace na cenyamerické Akademie (Oscar)1984
- Nejlepší režie - Ingmar Bergman
- Nejlepší původní scénář - Ingmar Bergman

## Obsazení
| Ewa Fröling        | Emílie Ekdahlová, matka                |
| Bertil Guve        | Alexandr Ekdahl                        |
| Pernilla Allwin    | Fanny Ekdahlová                        |
| Jan Malmsjö        | biskup Edvard Vergerus                 |
| Gunn Wallgren      | Helena Ekdahlová, babička              |
| Allan Edwall       | Oskar Ekdahl, otec                     |
| Jarl Kulle         | Gustav Adolf Ekdahl                    |
| Mona Malm          | Alma Ekdahl                            |
| Kristian Almgren   | Putte Ekdahl                           |
| Erland Josephson   | Isak Jacobi                            |
| Börje Ahlstedt     | Carl Ekdahl                            |
| Christina Schollin | Lydia Ekdahl                           |
| Pernilla August    | Maj, chůva                             |
| Kerstin Tidelius   | Henrietta Vergérová                    |
| Harriet Andersson  | Justina                                |
| Marianne Aminoff   | Blenda Vergérová                       |
| Stina Ekblad       | Ismael Retzinsky                       |
| Mats Bergman       | Aron Retzinsky                         |
| Peter Stormare     | mladý muž pomáhající Isakovi s truhlou |